# گئورگه گروس
گئورگه گروس (آلمانی: George Grosz؛ ۲۶ ژوئیهٔ ۱۸۹۳ – ۶ ژوئیهٔ ۱۹۵۹) نقاش و عکاس اهل آلمان و از هنرمندان برجستهٔ جنبش‌های دادا و عینیت نو در دوره جمهوری وایمار بود.
او بیشتر به‌خاطر طرح‌های کاریکاتوری از زندگی در برلین و فتومونتاژهای دادائیستی‌اش شناخته می‌شود.